# Dąb Katowice (hokej na lodzie)
Dąb Katowice – polski klub hokeja na lodzie z siedzibą w Katowicach, będący sekcją sportową GKS Dąb Katowice. Klub został rozwiązany.

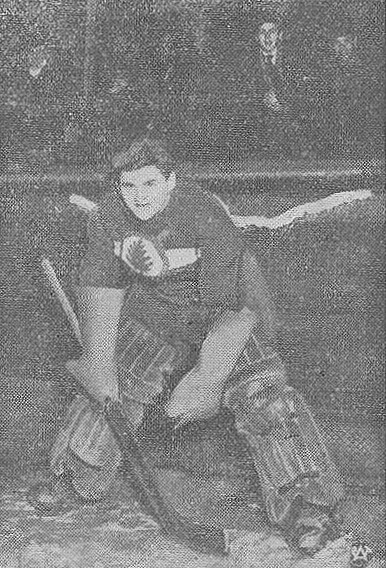
Kazimierz Tarłowski – tenisista, w porze zimowej uprawiający hokej na lodzie na pozycji bramkarza Dębu Katowice

W 1938 trenerem zespołu został 22-letni Kanadyjczyk Frank Ney, polecony przez Bunny'ego Ahearne i pozyskany z angielskiej drużyny Wembley Stars (w której występował Polak Jan Grabowski). Ney był także zawodnikiem Dębu.

## Sukcesy
- Złoty medal mistrzostw Polski: 1939